# 武田麗子
武田 麗子（たけだ れいこ、1984年12月14日 - ）は、日本の馬術選手。杉谷乗馬クラブ所属。身長151cm、体重49kg。血液型はAB型。

## 略歴
1984年12月14日、兵庫県神戸市生まれ。父親は、武田薬品工業元代表取締役会長CEO、日本経済団体連合会副会長、関西経済連合会副会長の武田國男。家族は両親と姉、兄。
甲南女子中学校1年生の時に乗馬を始める。甲南女子高等学校1年生の時から本格的に馬術に取り組み始めて、杉谷泰造に師事する。甲南大学卒業後にベルギーへ渡る。
2010年アジア競技大会で初めて日本代表に選出されて、障害飛越個人24位。
2012年ロンドン五輪の障害飛越に携行馬アリ号で臨み、個人成績71位。
2016年リオデジャネイロ五輪の障害飛越に携行馬バルドリーノ号で臨み、個人成績44位、団体成績13位だった。
2017年、同じく総合馬術選手の大岩義明（2024年パリオリンピック総合馬術団体の銅メダリスト）と結婚。翌年3月には長男が誕生。現在はドイツを拠点としている。